# Breanna Lewis
Breanna Lewis (ur. 22 czerwca 1994 w Milwaukee) – amerykańska koszykarka, występująca na pozycji środkowej.
25 lipca 2017 została zawodniczką TS Ostrovii Ostrów Wielkopolski.
22 lipca 2019 dołączyła do tureckiego Edremit Belediyesi Gurespor.
23 czerwca 2020 zawarła umowę z Energą Toruń. 30 października opuściła klub z powodu nadwagi (30-40 kg).

## Osiągnięcia
Stan na 18 listopada 2020, na podstawie, o ile nie zaznaczono inaczej.
NCAA
- Uczestniczka turnieju NCAA (2016, 2017)
- MVP:
  - Nicole Ohlde Defensive (2015, 2017)
  - Kendra Wecker Offensive (2016)
- Zaliczona do:
  - I składu:
    - Big 12 (2016, 2017)
    - defensywnego Big 12 (2015, 2016, 2017)
    - Academic All-Big 12 (2017)
    - Big 12 Academic All-Rookie (2014)
    - turnieju:
      - Paradise Jam (2016)

  - II składu Big 12 (2015)
  - składu Big 12 Commissioner’s Honor Roll

Drużynowe
- Mistrzyni Ligi Adriatyckiej (WABA – 2019)[6]
- Wicemistrzyni Bułgarii (2019)
- Finalistka superpucharu Bułgarii (2018)

Indywidualne
(* – nagrody przyznane przez portal eurobasket.com)
- Zaliczona do*:
  - I składu defensywnego WABA (2019)[2]
  - II składu WABA (2019)[2]
  - honorable mention BLK (2018)[2]
- Liderka w blokach WABA (2019)[6]